# كونستانس غاي
كونستانس غاي (بالفرنسية: Constance Gay)‏ هي ممثلة فرنسية، ولدت في 11 أبريل 1992.

## وصلات خارجية
- كونستانس غاي على موقع IMDb (الإنجليزية)
- كونستانس غاي على موقع ألو سيني (الفرنسية)